# Păduroiu din Deal, Argeș
Păduroiu din Deal este un sat în comuna Poiana Lacului din județul Argeș, Muntenia, România.